# Jennifer Thomson
Jennifer Ann Thomson (geb. 16. Juni 1947 in Kapstadt) ist eine südafrikanische Mikrobiologin und emeritierte Professorin für Mikrobiologie an der University of Cape Town (UCT). Bekannt ist sie vor allem durch ihre Forschung zu gentechnisch veränderten Organismen, insbesondere zu dürreresistentem Mais und zur Resistenz gegenüber dem afrikanischen Maize Streak Virus.

## Leben
Jennifer Thomson wurde in Kapstadt geboren. Ihren Bachelor of Science erwarb sie an der Universität Kapstadt. Anschließend absolvierte sie ein Masterstudium der Genetik an der University of Cambridge. Ihre Promotion im Fach Mikrobiologie schloss sie an der Rhodes University ab. Danach forschte sie als Postdoktorandin an der Harvard Medical School.
Ihre akademische Laufbahn begann Thomson als Dozentin an der Universität Witwatersrand, wo sie zur außerordentlichen Professorin für Genetik aufstieg. Zwischen 1984 und 1988 war sie Gründerin und Leiterin des Labors für Molekular- und Zellbiologie beim südafrikanischen Council for Scientific and Industrial Research (CSIR) in Johannesburg. Ab 1988 lehrte sie an der Universität Kapstadt, wo sie Professorin und Leiterin des Fachbereichs Mikrobiologie wurde. Diese Position hatte sie zwölf Jahre lang inne, bis der Fachbereich mit der Biochemie zusammengelegt wurde.
Thomson ist Mitglied und Fellow zahlreicher wissenschaftlicher Institutionen, darunter die Royal Society of South Africa, die South African Academy of Science und die South African Women in Science and Engineering (SAWISE), die sie mitgründete und deren Vorsitzende sie lange war.

## Wirken
Thomsons Forschungsschwerpunkt liegt im Bereich der genetisch modifizierten Pflanzen, speziell des Mais, der resistent gegen das afrikanische Maize Streak Virus (MSV) und tolerant gegenüber Dürrebedingungen ist. Die Ergebnisse ihrer Arbeit führten zur Entwicklung der ersten transgenen Nutzpflanze Afrikas, die von afrikanischen Forschern speziell für afrikanische Bedingungen entwickelt wurde.
Neben ihrer wissenschaftlichen Tätigkeit engagiert sich Thomson in zahlreichen internationalen Organisationen, darunter als Vorstandsmitglied des International Service for the Acquisition of Agribiotech Applications (ISAAA) und als Vorsitzende der African Agricultural Technology Foundation (AATF). Sie tritt regelmäßig als internationale Rednerin auf, unter anderem beim Weltwirtschaftsforum in Davos und bei den Vereinten Nationen auf Einladung von Kofi Annan.
Thomson veröffentlichte mehrere Bücher, darunter Genes for Africa (2002), GM Crops: The Impact and the Potential (2006) und Seeds for the Future: The Impact of Genetically Modified Crops on the Environment (2007), die ein breites Publikum über gentechnisch veränderte Pflanzen aufklären sollen. Ihre Werke werden von Fachrezensenten als wesentliche Beiträge zur Debatte um den Nutzen und die Risiken genetisch modifizierter Organismen angesehen.